# Президент Польской Народной Республики
Президент Польской Народной Республики (пол. Prezydent Polskiej Rzeczypospolitej Ludowej) – глава Польской Народной Республики с 19 июля по 31 декабря 1989 года.
Воссоздание поста президента, упразднённого в 1952 году и заменённого коллективным главой государства — Государственным советом было одним из итогов переговоров между представителями правительства во главе с Войцехом Ярузельским и оппозиции во главе с независимым профсоюзом «Солидарность». Единственным президентом ПНР стал последний председатель Государственного совета Войцех Ярузельский; после того, как в конце 1989 года стране было возвращено историческое название Республика Польша (РП) он же стал первым президентом восстановленной РП.

## История
Первые и последние выборы президента ПНР состоялись 19 июля 1989 года, на них была выставлена лишь одна кандидатура — Войцех Ярузельский. Для избрания президентом ему нужно было получить 269 голосов членов Национального собрания. В голосовании приняли участие 544 депутата и сенаторов; из них 270 проголосовали за Ярузельского, 233 против, 34 воздержались, 7 голосов были признаны недействительными. В тот же день вновь избранный президент вступил в должность.
После того, как 31 декабря 1989 года Польская Народная Республика была преобразована в Республику Польша, Войцех Ярузельский стал первым президентом РП. Он оставался в этой должности до 21 декабря 1990 года, когда ушёл в отставку, передав власть избранному на всеобщих выборах президенту Леху Валенсе.

## Полномочия
7 апреля 1989 года Сейм принял поправки в Конституцию ПНР, которые упразднили коллективный орган, исполнявший функции главы государства — Государственный совет, и определили полномочия нового единоличного главы государства — Президента. Согласно этим поправкам, Президент ПНР являлся верховным представителем Польского государства во внутренних и международных отношениях. В задачу президента входило слежение за соблюдением Конституции, защита суверенитета и безопасности государства, неприкосновенности и неотчуждаемости его территории, а также верности международным обязательствам. Президент избирался Национальным собранием — двухпалатным парламентом, в который входили Сейм и учреждённый этими же поправками Сенат. Срок полномочий президента составлял шесть лет; он не мог занимать свой пост более двух сроков подряд.
Согласно новой редакции Конституции, президент ПНР имел следующие полномочия:
- назначал выборов в Сейм, Сенат и местные национальные советы[пол.];
- назначал и отзывал дипломатических представителей ПНР в иностранных государствах;
- принимал верительные грамоты дипломатических представителей иностранных государств в ПНР;
- был верховным главнокомандующим Вооружённых сил ПНР;
- возглавлял Комитет национальной обороны;
- предлагал на утверждение Сейму кандидатуру председателя Совета Министров;
- предлагал на утверждение Сейму кандидатуру главы Национального банка Польши;
- мог созывать заседания Совета Министров и председательствовать на них;
- вручал государственные награды и присваивал почётные звания;
- обладал правом помилования осуждённых;
- имел другие полномочия, предусмотренные Конституцией или законами ПНРзаконом (например, подписывал и ратифицировал международные соглашения, осуществлял надзор над местными национальными советами, имел право введения чрезвычайного или военного положения).

Президент имел право вето на законы, принятые Национальным собранием, которое могло быть преодолено двумя третями голосов депутатов Сейма. Также он мог распустить Национальное собрание, если в течение 3 месяцев не было сформировано правительство, не был принят бюджет, либо если парламент принял закон, запрещающий президенту осуществлять часть его конституционных полномочий.